# I faresonen
I faresonen är en norsk svartvit dramafilm från 1961 i regi av  Bjørn Breigutu. I rollerna ses bland andra Rolf Søder, Harald Aimarsen och Roy Bjørnstad.

## Handling
Filmen skildrar en grupp sjömän ombord och iland. Båtsman Hansen har varit alkoholist och berättar om sina erfarenheter.

## Rollista
- Rolf Søder
- Harald Aimarsen
- Roy Bjørnstad
- Erik Bye
- Erling Lindahl
- Robert Normann
- Fredrik Wildhagen

## Om filmen
I faresonen producerades av bolaget ABC-film på uppdrag av Statens velferdskontor for handelsflåten. Den regisserades av Bjørn Breigutu efter ett manus av Arild Brinchmann och Ragnar Kvam. Fotograf var Tore Breda Thoresen och klippare Breigutu. Musiken komponerades av Finn Ludt.
Filmen hade premiär den 3 maj 1961 i Norge. I juni 1961 visades den på Berlins filmfestival.